# Поможани (Свентокшиське воєводство)
Поможани (пол. Pomorzany) — село в Польщі, у гміні Конське Конецького повіту Свентокшиського воєводства.
Населення — 374 особи (2011).
У 1975—1998 роках село належало до Келецького воєводства.

## Демографія
Демографічна структура на день 31 березня 2011 року:
|          | Загалом | Допрацездатний вік | Працездатний вік | Постпрацездатний вік |
| -------- | ------- | ------------------ | ---------------- | -------------------- |
| Чоловіки | 184     | 31                 | 138              | 15                   |
| Жінки    | 190     | 33                 | 114              | 43                   |
| Разом    | 374     | 64                 | 252              | 58                   |